# Charminar
Le Charminar (télougou : చార్ మినార్, hindi : चार मीनार, ourdou : چار مینار, « quatre colonnes ») est un monument abritant une mosquée, située à Hyderabad dans l'État du Télangana (anciennement en Andhra-Pradesh), en Inde. Considéré comme l'un des monuments emblématiques de l'Inde, c'est l'édifice le plus connu de la ville.
À l'ouest du Charminar s'étend le Laad Bazaar, et au sud-ouest la majestueuse mosquée Makkah Masjid.

## Étymologie du nom
Le nom Charminar est composé de deux mots de l'ourdou : «Chār», qui signifie quatre et «Minar» (dont l'origine étymologique est similaire à celle du mot minaret) qui signifie tour, phare.

## Histoire
Le  sultan  Muhammad Quli Qutb Shan, le cinquième souverain de la dynastie des Qutb Shahi, fit construire le Charminar en 1591, quand il déplaça la capitale de son royaume, jusqu'alors à Golkonda, à Hyderabad.
Le Charminar fut construit à l'intersection de l'ancienne route commerciale qui relie les marchés de Golkonda avec la ville portuaire de Machilipatnam. Le plan de la vieille ville d'Hyderabad comprenait le Charminar en son centre. La ville s'étale autour du monument et est divisée en quatre quadrants représentant chacune une communauté d'origine ancienne. Au nord se trouve le Char Kaman, une des quatre portes construites selon les points cardinaux.

## Architecture
Le Charminar consiste en une structure carrée, dont chaque côté fait approximativement 20 m (66 pieds) de large. Une arche monumentale se trouve de chaque côté du monument. Chacune d'elles fait face à un point cardinal et s'ouvre sur un axe historique de la vieille ville. À chaque angle se situe un minaret de 56 m (184 pieds) de hauteur, ayant à son sommet deux étages de balcons, couronnés par un dôme. Chaque dôme est entouré d'une frise à sa base, ressemblant à des pétales.

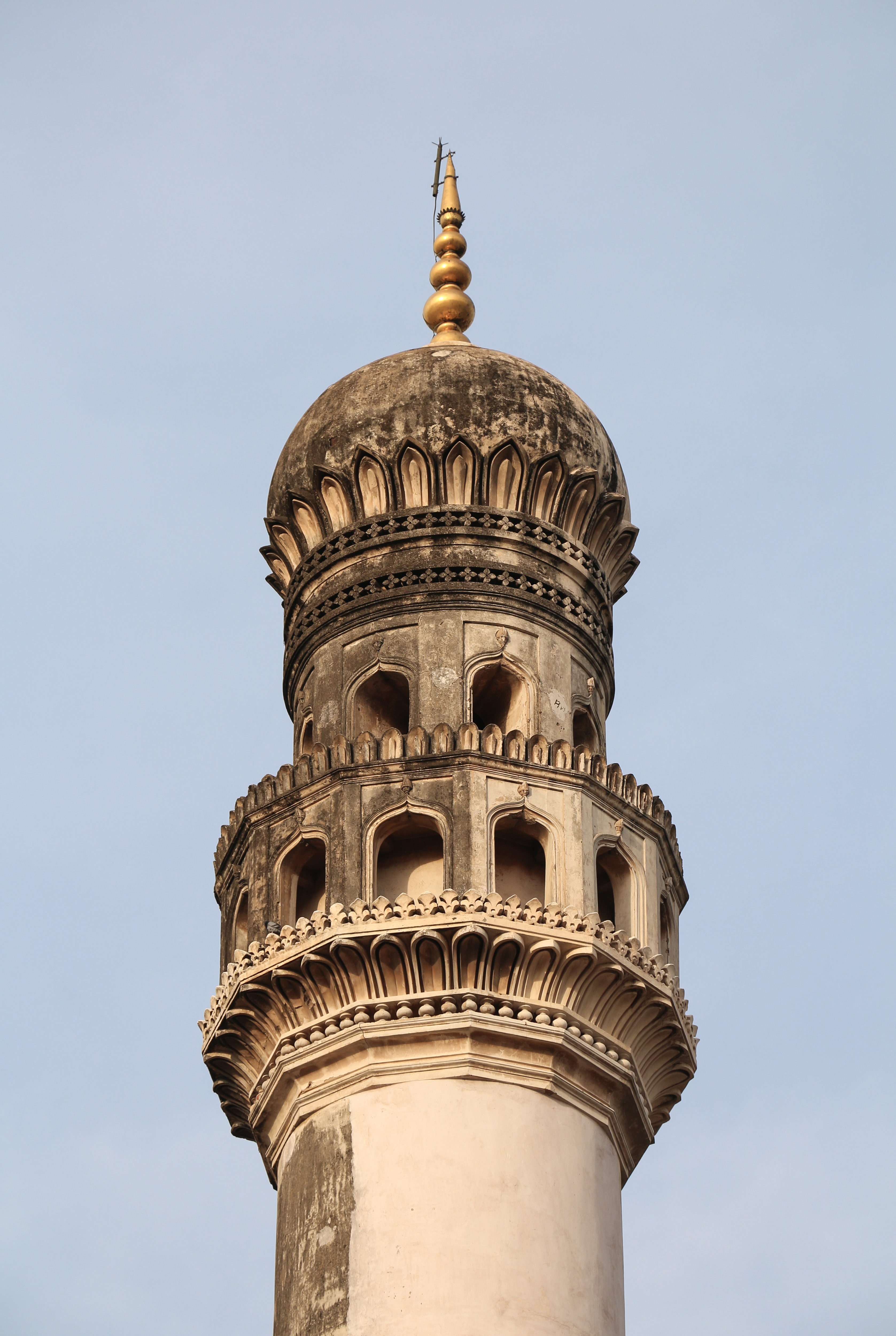
Un minaret du Charminar

Il faut monter 149 marches pour accéder à l'étage supérieur. La structure est aussi réputée pour sa profusion de décorations en stuc et pour ses balustrades et balcons. Les horloges de chaque côté furent ajoutées en 1889.

Le Charminar est fait de granite, de roche calcaire, de mortier et de marbre.
Bien que, ni sa présence ni son existence ne soient confirmées, une légende affirme qu'un tunnel connecterait le fort de Golkonda au Charminar, afin de permettre au souverain de s'échapper en cas de siège.

## La Mosquée

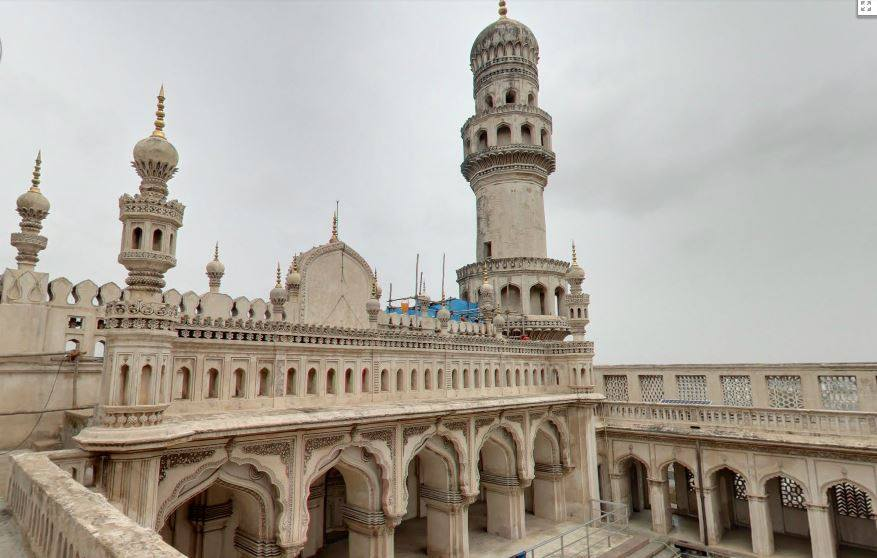
La mosquée au dernier étage

Une mosquée se trouve au dernier étage du monument, du côté ouest du toit ajouré (conçu tel un atrium). Elle se trouve au sommet de l'édifice qui compte quatre étages. Une voûte qui ressemble à un dôme de l'intérieur, est dominée par deux galeries intérieures superposées. Le toit est utilisé comme terrasse, et bordé de balcons en pierre. Dans la galerie principale se trouve 45 espaces de prière couverts et au centre une salle plus large, utilisée le vendredi. Au milieu se trouve un réservoir d'eau pour les ablutions.

## Le Charminar et son influence
En 2007, la communauté hyderabadie au Pakistan (assimilée aux mohadjirs) décida de construire une réplique de petite taille du Charminar dans le quartier de Bahadurabad à Karachi.
Adelbert Boucher, chocolatier chez Lindt & Sprüngli, créa un modèle réduit du Charminar. Pesant 50 kg et nécessitant 3 jours de travail, il fut montré a l'Hôtel Westin de Hyderabad, les 25 et 26 septembre 2010.

## Galerie d'images

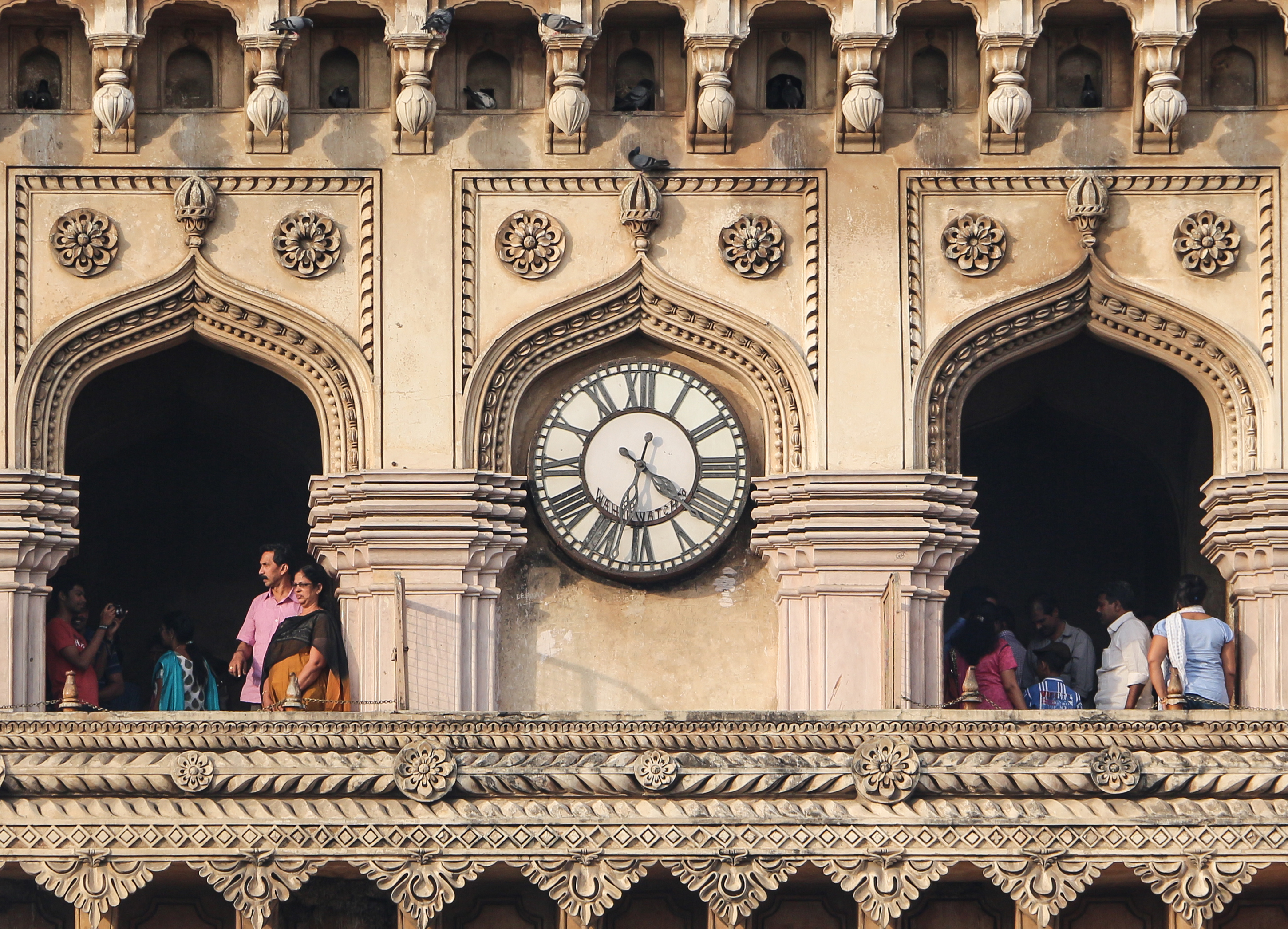
Horloge du Charminar
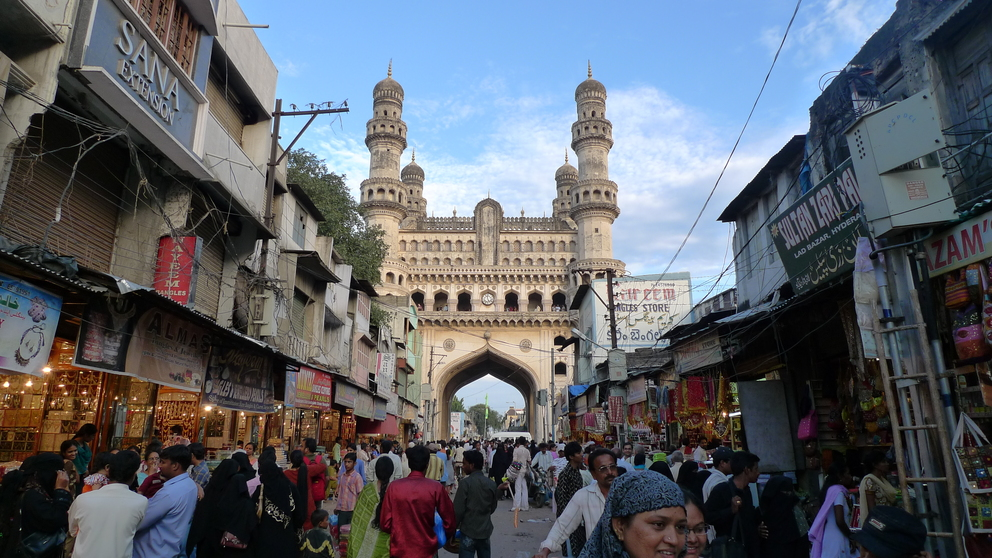
Le soir à Laad Bazar près du Charminar, Hyderabad
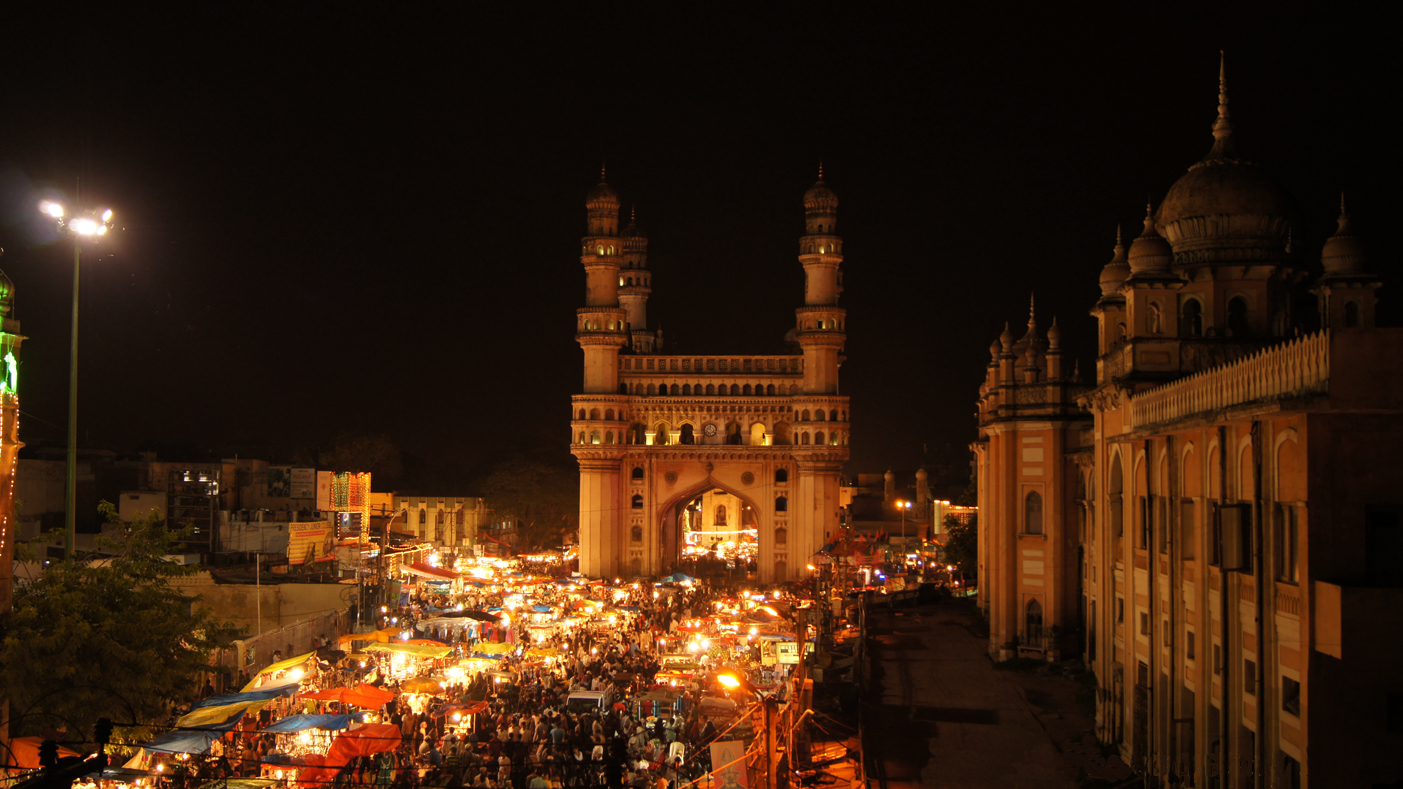
Le Charminar, de nuit, pendant le ramadan
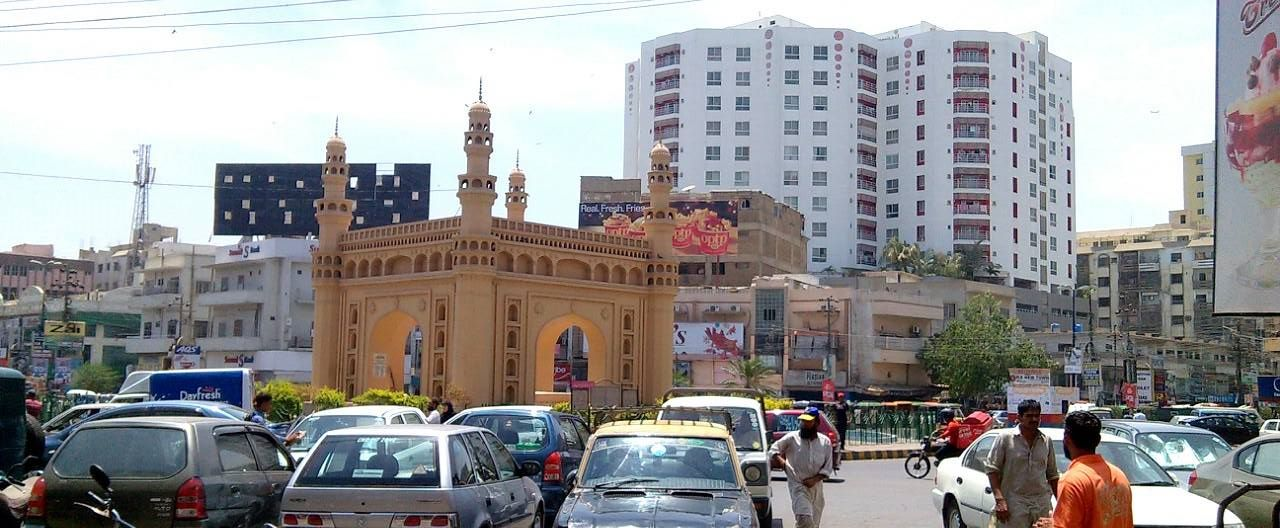
Réplique du Charminar, Bahadurabad, Karachi (Pakistan)